# Henry Kaiser (muzyk)
Henry Kaiser (ur. 19 września 1952 w Oakland w stanie Kalifornia) – amerykański muzyk i gitarzysta. Znany ze współpracy takimi muzykami jak John French, Fred Frith, Richard Thompson, David Lindley, Wadada Leo Smith, Nels Cline, Mike Keneally, Steve Smith, Greg Osby, John Tchicai.

## Dyskografia
- Lemon Fish Tweezer (1975)
- With Friends Like These (1979, oraz Fred Frith)
- Who Needs Enemies? (1983, oraz Fred Frith)
- Invite the Spirit (1984, oraz Sang-Won Park, Charles K. Noyes)
- With Enemies Like These, Who Needs Friends? (1987, oraz Fred Frith)
- Devil in the Drain (1987)
- Live, Love, Larf & Loaf (1987, oraz French Frith Kaiser Thompson)
- Popular Science (1989, oraz Sergey Kuryokhin)
- Those Who Know History Are Doomed to Repeat It (1989)
- Invisible Means (1990, oraz French Frith Kaiser Thompson)
- Re-Marrying For Money (1990)
- Heart's Desire (1990)
- Hope You Like Our New Direction (1991)
- A World Out of Time (1991, oraz David Lindley)
- The Sweet Sunny North (1994, oraz David Lindley)
- Wireforks (1994, oraz Derek Bailey)